# Алберт Шерер
Алберт Шерер (на немски: Albert Scherrer) е бивш швейцарски пилот от Формула 1. Роден на 28 февруари 1908 година в Риен, Швейцария.

## Формула 1
Алберт Шерер прави своя дебют във Формула 1 в Голямата награда на Швейцария през 1953 година. В световния шампионат записва 1 състезания като не успява да спечели точки. Състезава се за отбора на Хершъм енд Уолтън Мотърс.